# G. Edward Griffin
Pour les articles homonymes, voir Griffin.
G. Edward Griffin est un essayiste et réalisateur américain écrivant et réalisant sur les thèmes de l'archéologie et la pseudo-archéologie, l'histoire, l'économie, la science (notamment le cancer) et les théories du complot.

## Biographie
Il est né à Détroit en 1931. Il est diplômé de l'Université du Michigan de 1953. Il fut conscrit de 1954 à 1956.
Il publie son premier livre en 1964, au sujet des Nations unies.
Lors de la campagne présidentielle de 1968, il écrit les discours de Curtis LeMay, le colistier de George Wallace (candidat des Dixiecrats, populistes du Sud des États-Unis).
Peu après, il commence à produire des documentaires sur les sujets controversés qu'il traite en même temps dans ses livres : les remèdes naturels contre le cancer (notamment l'amygdaline), l'influence néfaste de la Réserve fédérale américaine, le pouvoir des juges constitutionnels, la subversion de la culture, ou la politique étrangère.
Il fut longtemps un membre de la John Birch Society dont la branche éditrice a publié ses premiers livres (les autres étant auto-édités).

## Théories du complot

### La Fed
Griffin soutient que la Réserve fédérale a été créée en 1910 sur Jekyll Island dans un club très privé de milliardaires. En outre, il affirme que la Réserve constitue un cartel de plusieurs banques privées et qu'incapable d'accomplir les objectifs qu'elle se fixe elle-même, elle est l'instrument suprême de l'usure en générant taxes et impôts injustes, encourageant la guerre et déstabilisant l'économie.

### Fin du monopole de création de la monnaie
Pour Griffin, chaque banque privée d'une certaine importance devrait pouvoir émettre des billets de banque couverts à 100 % par du métal or ou argent.

## Œuvres

### Essais
- (en) The Fearful Master : A Second Look at the United Nations, Boston, MA, Western Islands Publishers, 1964 (ISBN 978-0-88279-102-9, OCLC 414277)
- (en) The Grand Design : A Lecture on U.S. Foreign Policy, Thousand Oaks, CA, Grand Design, 1968 (OCLC 6207421)
- (en) The Great Prison Break : The Supreme Court Leads the Way, Boston, MA, Western Islands Publishers, 1968 (OCLC 220369)
- (en) A Memorandum on Supreme Court Decisions : Summaries of Key Decisions of the United States Supreme Court as Related to the Impeachment of the Chief Justice, Belmont, MA, 1968 (OCLC 432181)
- (en) More Deadly Than War : The Communist Revolution in America, American Media, 1969, transcript
- (en) This is the John Birch Society : An Invitation to Membership, Thousand Oaks, CA, American Media, 1970, 1re éd. (OCLC 83825), 2e éd. 1972, 3e éd. 1981 Western Islands
- (en) The Capitalist Conspiracy : An Inside View of International Banking, Thousand Oaks, CA, American Media, 1971, 1re éd., transcript (OCLC 3263688), 2e éd. 1982 Huntington Beach Patriots
- (en) World Without Cancer : The Story of Vitamin B, American Media, 1974, 1re éd., 526 p., poche (ISBN 978-0-912986-09-8, LCCN 74083649), reprinted 1976, 1977, 2e éd. 1997, reprinted 2001, 2006
- (en) The Life and Words of Robert Welch, Founder of the John Birch Society  (E. Merrill Root (introduction)), Thousand Oaks, CA, American Media, 1975, 330 p. (ISBN 978-0-912986-07-4, OCLC 1530499, LCCN 74033111)
- Wilcox Collection of Contemporary Political Movements, ed., Ephemeral Materials, 1976-1986, Westlake Village, CA, Americans for Medical Freedom, 1986, archival material (OCLC 18761098)
- (en) The Creature from Jekyll Island : A Second Look at the Federal Reserve, Appleton, WI, American Opinion Publishing, 1994, 1re éd. (ISBN 978-0-912986-16-6, OCLC 31354943, LCCN 94071630) Texte en ligne en anglais, 2e éd. 1995, 3e éd. 1998 American Media, 4e éd. 2002
- (en) Private Papers Pertaining to Laetrile, Westlake Village, CA, American Media, 1997 (ISBN 978-0-912986-20-3, OCLC 61633861, LCCN 97071430)

### Filmographie
- (en) [vidéo] « The Grand Design: A Lecture on U.S. Foreign Policy », 1968
- (en) [Lecture recorded on April 3, 1969] « More Deadly Than War: The Communist Revolution in America », 1969, American Media (OCLC 5549058)
- (en) [vidéo][Visual material] « World Without Cancer: The Story of Vitamin B17 », 1974, American Media (OCLC 5604983)
- (en) [vidéo] « Soviet Subversion of the Free Press: A Conversation with Youri Bezmenov », 1984, Westlake Village, CA, American Media (OCLC 45810551)[3].
- (en) [vidéo] « The Red Reality in Central America », 1985, Westlake Village, CA, American Media (OCLC 37023488)
- (en) [vidéo] « The Discovery of Noah's Ark: The Whole Story », 1992, Westlake Village, CA, American Media (OCLC 29511807)
- (en) [vidéo] « The Creature from Jekyll Island: A Second Look at the Federal Reserve », 1994, John Birch Society (OCLC 36245861)
- (en) [6 volumes] « Hidden Agenda: Real Conspiracies that Affect our Lives Today », 2001, Venice, CA, Knowledge 20/20 (OCLC 49289908)
  - (en) [vidéo][Documentary] « The Capitalist Conspiracy: An Inside View of International Banking », 1972, American Media (OCLC 5558340)
  - (en) [vidéo] « The Subversion Factor: A History of Treason in Modern America (Part 1: Moles in High Places, Part 2: Open Gates of Troy) », 1983, Westlake Village, CA, American Media (OCLC 36968013)
  - (en) [vidéo] « The Truth About Communism: Only the Brave are Free », 1968
  - (en) [vidéo][DVD, Documentary] « Anarchy U.S.A.: In the Name of Civil Rights », 1966, John Birch Society
  - (en) [vidéo] « Katanga: The Untold Story », 1962
  - (en) [vidéo] « No Place to Hide: The Strategy and Tactics of Terrorism », 1982, Alexandria, VA, Western Goals Foundation (OCLC 10744020) (OCLC 19993388).
- (en) [vidéo][DVD] « The Discovery of Noah's Ark: The Whole Story », 2004, Venice, CA, Knowledge 20/20 (OCLC 59007573)
- (en) [vidéo] « Invisible Ballots: A Temptation for Electronic Vote Fraud », 2004, Westlake Village, CA, American Media and Reality Zone (ISBN 9780912986432, OCLC 65199460) (OCLC 56844390).
- (en) [vidéo][DVD] « Fiat Empire: Why the Federal Reserve Violates the U.S. Constitution », 2007, Beverly Hills, CA, Cornerstone-Matrixx Entertainment (OCLC 192133806)
- Shadow government : how the global elite plan to destroy democracy and your freedom, by Grant R Jeffrey; Katherine Albrecht; G. Edward Griffin; Daniel Estulin; Gary H. Kah; Chuck Missler; Joan Veon; Bradley S O'Leary. Publisher: United States: Cloud Ten Pictures, 2009. (OCLC 466168154).